# Club Sport Unión Huaral
El Unión Huaral es un club de fútbol profesional peruano, de la ciudad de Huaral en el Departamento de Lima. Fue fundado el 20 de septiembre de 1947. Juega desde la temporada 2025 en la Liga 3, la tercera categoría del fútbol nacional, esto tras perder la licencia para participar en la Liga 2.
Unión Huaral fue el primer club fuera de Lima Metropolitana en convertirse campeón de Primera División en 1976. También ha ganado tres veces la Segunda División siendo el club con más coronas en este torneo. 
El club es local en el Estadio Julio Lores Colán, recinto de propiedad municipal, ubicado en el Distrito de Huaral de la ciudad del mismo nombre, que posee una capacidad de 5962 personas. También posee un complejo deportivo propio que cuenta con una cancha de fútbol de césped natural y una de mini fútbol con su respectiva cisterna de 120 metros cúbicos, una zona de concentración de dos pisos, un comedor, servicios higiénicos, vestuario, gimnasio, y a unos metros está la parte que sería su estadio que se encuentra por más de 20 años en su etapa inicial, todo ello sobre un terreno de 56 055,26 m².
Su rival tradicional e histórico es el Social Huando con el cual protagoniza el "Clásico Huaralino", por ser el otro equipo de la ciudad.

## Historia

### Fundación
El Club Unión Huaral se fundó a iniciativa de un grupo de muchachos entusiastas, que reunidos en casa de don Nicolás Pintado decidieron formar bajo el nombre de Club Unión, debido a que la mayoría de ellos vivían en la calle Unión, al equipo de fútbol del barrio para enfrentarse a los cuadros de las haciendas y barrios vecinos.
El 20 de septiembre de 1947 siembran la piedra fundamental del Club con Don Nicolás como su primer presidente. Así los muchachos huaralinos, con el apoyo de los vecinos y comerciantes del barrio, le dan vida deportiva al club acordando adoptar los colores del Atlético Chalaco, ya que la mayoría de sus fundadores eran simpatizantes del club porteño; y que con el correr de los años se convertirían en el distintivo de la camiseta huaralina, la gloriosa rojo y blanca con bastones verticales.
Así partido a partido en las distintas canchas del valle agricultor, el club se fue haciendo muy popular. Ya en la segunda división huaralina los grandes duelos los sostenían con el Social Huando y el White Star. Luego de su ascenso a primera llegaría su participación en la Copa Perú.

### El Ascenso a Primera División
En 1974 tras ganarle a 17 equipos de Lima y derrotar en un tercer partido en cancha neutral a Deportivo Sider Perú de Chimbote, obtuvo el título regional Lima-Norte y con ello lograba su ansiado ascenso a la Primera División. En aquel año no se disputó la acostumbrada finalísima de la Copa, pues al aumentarse de 18 a 22 el número de equipos del campeonato descentralizado, los campeones de cada región de la Copa Perú obtuvieron el ascenso de manera directa. 
Es decir fueron promovidos para jugar en la Primera División de 1974 junto al Unión Huaral el Alfonso Ugarte de Puno, Carlos A. Mannucci de Trujillo, Deportivo Junín de Huancayo, FBC Pierola de Arequipa, Unión Pesquero de Ilo, Wálter Ormeño de Cañete, y Frigorífico del Callao.

### Debut en primera División
En su primera temporada en la élite en 1974 alcanzó el subcampeonato lo que le valió para jugar la Copa Libertadores en 1975 contra Universitario y los uruguayos Peñarol y Montevideo Wanderers destacando en el plantel  Eusebio Acasuzo, Luis Pau, Hipólito Estrada y Pedrito Ruiz.

### Primera estrella
Bajo la presidencia de Rubén Ramos, fue el primer equipo provinciano en conquistar un campeonato nacional, en 1976, tras vencer en la final en el Estadio Nacional de Lima al Sport Boys del Callao por 2 a 0 con goles que fueron marcados en el segundo tiempo por intermedio de Mario Gutiérrez y el defensor Walter Escobar de tiro libre. En aquel equipo destacaban Eusebio Acasuzo, Carlos Campaña, Luis Pau, César Cáceres, Walter Escobar, Hipólito Estrada, Pedro Ruiz, Víctor Espinoza, Eduardo Rey Muñoz, Alejandro Luces, Mario Gutiérrez, José Cañamero y Teodoro Wuchi; teniendo como entrenador a Moisés Barack. Este título le valió el derecho de participar nuevamente en la Copa Libertadores 1977 junto al Sport Boys enfrentando a los representantes venezolanos Portuguesa y Estudiantes de Mérida, siendo eliminado en primera fase tras finalizar segundo en su grupo.

### La Segunda Vuelta Olímpica
En 1989 lograría un nuevo campeonato derrotando al Sporting Cristal en el Estadio de Alianza Lima. El partido concluyó igualado con el marcador de 0 a 0, por lo que tuvo que jugarse tiempo extra y en el segundo suplementario Ernesto "El Venado" Aguirre anotó el gol que le dio el triunfo y por ende Unión Huaral se coronaba Campeón del Fútbol Peruano por segunda vez. Entre los principales jugadores de ese equipo tenemos a Eusebio Farfán, Darío Herrera, Félix Puntriano, Guillermo Ferrari, José Muñoz, Pedro Paredes, "Chany" Cáceda, Jorge Cordero, Ernesto Aguirre, Domingo Farfán, Humberto Rey Muñoz, entre otros. El entrenador de ese entonces fue el yugoslavo Simo Vilic y el presidente de la institución huaralina Enrique Miyashiro. Con este nuevo título lograría además clasificar a la Copa Libertadores del año siguiente.
Precisamente en la Copa de 1990 cumpliría su mejor participación en dicho torneo, pues clasificaría a los octavos de final tras ser tercero en su grupo por detrás de los chilenos Colo-Colo y Universidad Católica dejando fuera al Sporting Cristal. En octavos fue eliminado por el Emelec de Guayaquil tras ganar 1-0 en Lima y caer 2-0 en Guayaquil.
En el año 1991 descendería de categoría por la reducción de equipos

### La Campaña de 1992
Cuatro equipos provenientes de Zona Metropolitana, que no lograron clasificarse al Campeonato Descentralizado 1992: Unión Huaral, Deportivo AELU, Internationale y Octavio Espinoza, participaron en la Segunda de 1992.
Dos equipos provenientes de la Copa Perú (Región formada por clubes de Lima, Callao e Ica). Alcides Vigo y Bella Esperanza.
Los seis mejores equipos del torneo de Segunda de 1991: Lau Chun, Deportivo Zúñiga, Defensor Kiwi -Ciclista Lima, Guardia Republicana, Sport Puerto Aéreo y Meteor-Lawn Tennis.
El Sistema de competición fue el siguiente: Los 12 equipos participantes se enfrentaron todos contra todos en dos ocasiones, una vez en cada campo, a lo largo de la temporada. El orden de los encuentros se decidió por sorteo antes de empezar la competición. El ganador de un partido obtuvo dos puntos, el perdedor no sumó unidades, y en caso de un empate hubo un punto para ambos. Sin embargo, Internazionale, anunció su retiro antes del comienzo del torneo porque no tenía equipo, jugándose así el torneo con 11 clubes.
Al término de la temporada, el equipo que más puntos obtuvo -Unión Huaral se proclamó campeón de Segunda División y se clasificó para jugar la etapa final del Torneo Zonal 1992 donde lograría el ascenso.

### La Campaña de 1994
A los 9 equipos que conservaron la categoría en la Temporada 1993 se unieron 3 nuevos inquilinos: Unión Huaral, descendido del Campeonato Descentralizado 1993; Mixto Estudiantil y José Carlos Mariátegui, estos dos últimos ascendidos desde la Copa Perú.
Bajo la dirección técnica de Alberto Gallardo y el apoyo de Sporting Cristal, Unión Huaral se proclamó campeón del torneo de Segunda. El cuadro huaralino logró el ascenso a falta de una fecha de culminar el torneo al derrotar al Enrique Lau Chún por 1-0 con gol de José Varillas en el Estadio Julio Lores Colán. Lamentablemente en el Campeonato Descentralizado 1995 volvió a perder la categoría.

### El nuevo milenio
Se puede decir que esta campaña ya se venía preparando desde el 2001, donde la directiva Presidida por Alberto Burgos apostó por jugadores de la zona, así como en su cuerpo técnico, siendo entrenadores del Club el año pasado Teodoro Wuchi, Ernesto Aguirre y Daniel Ruiz. Si bien no se campeonó sirvió para tener la base del equipo de 2002.
Ya en el presente año se hizo una pretemporada donde el entrenador Daniel Ruiz y su asistente Luis Redher jugaron un papel importante al dar forma al equipo que jugaría todo el campeonato.
Unión Huaral empieza el torneo goleando por 5 a 0 al Bella Esperanza en la ciudad de Chancay. Entre los principales resultados obtenidos con Daniel Ruíz como entrenador fueron las victorias conseguidas contra el Deportivo Municipal por 2 a 0 en el Estadio Nacional de Lima y contra Villa del Mar por 3 a 2 en la ciudad de Huaral.
Para esto ya Villa del Mar había sacado nueve puntos de ventaja al equipo huaralino y era casi imposible alcanzarlo. Es aquí que comienza el resurgimiento del Unión Huaral ya que los nueve partidos que faltaban para culminar el campeonato fueron triunfos para el cuadro "naranjero", con lo que se consiguió el título y por ende el derecho a jugar en el 2003 el campeonato en la Primera División.
Con Pedrito Ruiz como entrenador tras campeonar en Segunda el año anterior en una gran campaña en la que ganaría sus últimos nueve partidos lo que le permitió superar en la tabla al Defensor Villa del Mar.
La campaña del 2003 no fue tan mala porque se ubicó en la tabla general sexto con 50 puntos en 37 partidos jugados, no logró clasificar a ningún torneo internacional.
Se mantuvo en Primera hasta el 2006, en el 2007 participó en Segunda División y ese mismo año perdió la categoría. En la Copa Perú 2008 participó de la Etapa Regional donde fue eliminado por Cablevisión de Ate.
El 2013 clasifica a Copa Perú, en la primera etapa de la Región IV supera sin problemas y clasificando a la Etapa Nacional, donde se impone en octavos contra CNI FC y en cuartos derrota a Sport Loreto en semifinales se clasificó por vía de los penales ante Willy Serrato y en la final cae ante San Simón, pero clasificando a la Segunda División.

### Etapa en Segunda División (2014-2023)
En 2014 regresa a Segunda División, al iniciar el campeonato comenzó con pie derecho con dos victorias logrando el 1 lugar temporalmente sin embargo al pasar de las fechas se fue complicando cayendo a ser ante-penúltimo, casi por la fecha 19 logró recuperarse acabando su participación en el sexto puesto.
El 2015 no logró lo que se esperaba tras empezar mal logró recomponerse en la segunda etapa, lo más resaltante fue la victoria 3-0 sobre San Simón que había descendido, logrando su revancha de la Copa Perú 2013, al culminar la temporada acaba en el 8.º puesto.
El 2016 fue una campaña irregular, incluso llegó a estar en puesto de descenso, de esta temporada se destaca su derrota por 8-1 ante Alfredo Salinas siendo de las peores derrotas que sufrió el club, a cabo la temporada en el 12.º puesto.
El 2017 logra tener una mejor participación, comenzando perdiendo ante el Sport Boys, quien ese año ascendería, sin embargo una derrota 8-1 ante Cienciano sería el balde de agua que sufrió el equipo, sin embargo al acabar la temporada acabaría en el 4.º puesto así mejorando su participación de los años anteriores y el jugador colombiano que ese mismo año lograría su debut como profesional Carlos López Vanegas acabaría como goleador de la temporada.
El 2018 con un nuevo formato que daría más chances de ascender, lo más resaltante sería su gran victoria sobre Willy Serrato por 11-0, al acabar la temporada termina en el 4º puesto logrando clasificar a una segunda fase final, donde jugaría octavos contra Juan Aurich e el partido de ida por 3-1 teniendo que remontar en la vuelta que acabaría con victoria 2:1 quedando eliminado de la temporada.
El 2019 sería su primera participación en la Liga 2 (2019), que comenzaría con un bajón tras las exclusiones de Sport Rosario y Deportivo Hualgayoc y la protesta por el respeto del Cuadrangular Final que se había impuesto el año pasado. Empezó bien en Liga 2, llegando a ser puntero, pero luego los pésimos resultados ante Atlético Grau, Juan Aurich, Santos (Nazca), (0-4,0-1 Y 1-2), tenía la última chance ante Deportivo Coopsol, pero en un dramático partido, perdió 0-1, sin chances ni de clasificar a los play-offs, terminando 8° puesto.
El 2020 empezaría su participación en la Liga 2 (2020) con una derrota ante Juan Aurich de 1-3 aun así tras ganar 5 partidos y empatar en 4 ocasiones logró ser el primero en tabla general accediendo así a la liguilla final donde empataría 2-2 contra Juan Aurich conllevando a una prórroga, donde este último anotaría el 2 goles en el primer tiempo y descontando Jhony Mena para el conjunto de Huaral dejando así sin posibilidades de ascender por un global de 2-4.
Para 2021 el equipo tendría una campaña nefasta en la Primera Fase de la Liga 2 (2021), acabando en la penúltima posición con apenas 9 puntos, rendimiento que tendría una contradictoria en la siguiente etapa, esto tras quedar ganador de la Fase 2 con 23 puntos; sin embargo debido a que en la Tabla Acumulada no consiguieron estar entre los 6 primeros lugares (7º) quedaron sin posibilidades de disputar los play-offs del campeonato y ascenso.
En 2022 a pesar de comenzar la Liga 2 (2022) con goleada ante Deportivo Llacuabamba, tendría una campaña regular donde acabarían el campeonato en el séptimo puesto con 32 puntos (4º Fase 1/7º Fase 2).
Ya en 2023 el rendimiento sería pobre, cosechando apenas 5 victorias en todo el campeonato (San Martín, Carlos Stein, Ayacucho FC, Santos FC y un walkover de parte de Alfonso Ugarte). Termina la campaña en la 11º posición con 24 puntos.

### Instancia en Tercera División (2024-Actualidad)
En 2024 debió empezar su participación en la Liga 2 (2024) desde la Zona Norte; sin embargo, debido a varios problemas económicos y administrativos la FPF tomó la decisión de quitarles la licencia para poder participar en Segunda División junto con Juan Aurich, lo que provocó a que el cuadro huaralino pierda la categoría automáticamente y dispute la recién creada Liga 3 desde la temporada 2025.

## Uniforme
- Uniforme titular: Camiseta blanca con bastones rojos, pantalón negro y medias negras.
- Uniforme altenativo: Camiseta naranja, pantalón naranja, medias naranjas.

### Uniforme titular
| 1947-1973 | 1974-1995 | 1995-2010 | 2011 | 2011 | 2012 | 2013 | 2014 | 2015 | 2016 |  |

| 2017 | 2018 | 2019 | 2020 | 2021 | 2022 | 2023 | 2024 | 2025 |

### Uniforme alterno
| 1985-1993 | 2011 | 2012 | 2013 | 2014 | 2015 | 2016-2017 | 2018 | 2019 | 2020 |  |

| 2021 | 2022 | 2023 |  |

### Tercer uniforme
| 2014 | 2018 | 2019 |  |

### Indumentaria y patrocinador
| Periodo     | Proveedor          |
| ----------- | ------------------ |
| 1947 - 1991 | Unión Huaral       |
| 1992        | Crack              |
| 1993        | Calvo              |
| 1995        | Unión Huaral       |
| 2002        | Prime              |
| 2003        | Palmas             |
| 2004 - 2007 | Loma's             |
| 2008        | Convert            |
| 2011 - 2014 | Loma's             |
| 2015 - 2016 | Real Sports        |
| 2017        | Walon              |
| 2018        | Real Sports        |
| 2019        | Giomar             |
| 2020 - 2022 | Loma's             |
| 2023        | Shumawa Sport Wear |
| 2024        | Atlos              |
| 2025        | Performance        |

| Periodo     | Patrocinador                                     |
| ----------- | ------------------------------------------------ |
| 1989 - 1991 | Inaesa                                           |
| 1992        | Daewoo Motor                                     |
| 1993        | Kf Motors / Nissan                               |
| 1995        | Cedea Motors                                     |
| 2002 - 2004 | Turismo Huaral                                   |
| 2005        | Cerveza Anpay                                    |
| 2006        | Zapatillas Ster                                  |
| 2012        | Best Cable                                       |
| 2013        | Proemha                                          |
| 2014        | Best Cable / Proemha                             |
| 2015 - 2018 | Best Cable                                       |
| 2019        | Best Cable / Tinbet                              |
| 2022        | Lorenzo / Generade / Loa                         |
| 2023        | Plastividrios / Policlinico Solidario Perú Comas |
| 2025        | Grupo Caldexa                                    |

## Símbolos

### Himno
El himno oficial de Unión Huaral es un polka que describe en su letra el surgimiento del equipo desde el valle agricultor de Huaral y destaca el toque, buen fútbol, gallardía y pundonor del equipo. Más adelante se mencionan los colores de la camiseta y a los valientes once, obviamente los titulares, que saltan al campo decididos a triunfar. Luego se hace mención en el himno del "corazón" e "inspiración" para poder convertir un gol y se cierra todo con el coro: “Unión Huaral, Unión Huaral, emblema de la garra provinciana. Unión Huaral, Unión Huaral con picardía el mejor fútbol nacional”. La letra de la canción se repite dos veces.

### Mascota
Al Unión Huaral se le conoce como el equipo naranjero por pertenecer la ciudad de Huaral a una zona importante de producción del fruto cítrico. El símbolo del Club es "El Pelícano" ya que se cuenta como algo anecdótico que los hinchas del Club en Huaral, se reunían frente a la tienda de los Okumura y se sentaban en un tronco que ahí había, algunas veces conversando, otras celebrando y otras "descansando" y no faltó alguien que paso y dijo: "Ve ahí están igualitos que los pelícanos en Chancay que están todos "arrumados"; y fue de esta manera que "El Pelícano" se hace el símbolo oficial del Club y Alex Vía crea la caricatura.

## Ídolos
- Julio Lores Colan

Julio Lores se inició en el antiguo club Sport Huaral, junto a sus hermanos, luego por motivos de estudio viaja a Lima al Colegio Guadalupe, donde también forma parte de la selección del Colegio. Después es fichado por el Ciclista Lima. Jugador veloz y goleador, emigro a México al Club Necaxa donde ganó títulos y fue su máximo goleador. Fue mundialista con Perú, pues participó con la Selección de fútbol del Perú en la Copa Mundial de Fútbol de 1930. El estadio donde es local el Unión Huaral lleva su nombre, el estadio Julio Lores Colan.
- Pedro Ruiz La Rosa

El máximo ídolo del club es el cerebral volante Pedro Domingo Ruiz La Rosa, conocido popularmente como "Pedrito" Ruiz, quien fuera campeón de la Primera División del Perú con el Defensor Lima en 1973, subcampeón de la Primera División del Perú con el Unión Huaral en 1974, campeón sudamericano con la selección peruana en 1975, campeón de la Primera División del Perú con el Unión Huaral en 1976 y campeón de la Primera División del Perú con el Sporting Cristal en 1983.

## Rivalidades

### Clásico Huaralino
Unión Huaral tiene una rivalidad histórica con el Social Huando, a lo largo de su historia parecía no tener mayores rivales a nivel distrital, pero el equipo que terminaba parándole el macho al 'Pelícano', por lo general, era Social Huando. Cada encuentro de definición distrital comenzó a transformarse en el Clásico Huaralino, hasta que la presencia de Huaral en la élite primera división y la segunda división hizo que la rivalidad se fuera apagando de a pocos. No obstante, con la vuelta del 'Pelícano' a la Liga Distrital, el clásico se ha vuelto a revivir en los últimos años.

## Estadio y Sede Social
Estadio. Unión Huaral juega de local en el Estadio Julio Lores Colán de Huaral pero el recinto le pertenece a la Municipalidad de Huaral. Aunque también en caso necesario utiliza el Segundo Aranda Torres(Huacho) en algunas ocasiones.
Durante la temporada de la Liga 2 del 2023 el cuadro huaralino jugaria en el Romulo Shaw Cisnero de la ciudad vecina de Chancay esto por que el club se encontraba renovando al Estadio Julio Lores Colan
Sede social y Complejo deportivo. Aunque no tiene un estadio de su propiedad, posee un complejo deportivo propio que cuenta con una cancha de fútbol de césped natural y una de mini fútbol con su respectiva cisterna de 120 metros cúbicos, una zona de concentración de dos pisos, un comedor, servicios higiénicos, vestuario, gimnasio, y a unos metros está la parte que sería su estadio que se encuentra por más de 20 años en su etapa inicial, todo ello sobre un terreno de 56,055.26 m².

## Hinchada

### La Banda del Pelícano
Es la hinchada principal del club, este grupo radical se fundó el 4 de febrero de 2003, ya que el club pelícano había ascendido a primera división y necesitaba el apoyo de una afición. Así es como se crea este grupo de hinchas que fue el resultado de la unión de varios grupos como Los Aguerridos, El Palmo, Los d´Abajo, La Barra de La Boa, El Cuervo, Barrio Rayado y otros grupos pequeños que se unieron y formaron La Banda del Pelícano, así nace el movimiento de las barras bravas en la ciudad de Huaral, viajes, alcohol y fútbol era el estilo de vida que llevaban los chicos de la banda cada fin de semana, que con el pasar de los años y el descenso del Unión Huaral a Segunda División y luego a la Copa Perú, llegarían a retirarse muchos miembros del grupo (algunos se fueron al extranjero y otros formaron familias). Las épocas doradas llegan quizás cuando Unión Huaral jugaba la Copa Perú del año 2012, cuando Unión Huaral jugaba la etapa departamental de Lima, en Mala hacen una invasión de 200 hinchas del Unión Huaral que acompañaron al equipo, viejos tiempos de los años 2011-2014, hasta que se prohibieron las banderas e instrumentos en los estadios peruanos, pero el amor por el equipo sigue y seguirá ahí.

### Los Rebeldes
Es la segunda hinchada del equipo se sitúan en la tribuna occidente y su apoyo es incondicional siempre alientan a su equipo en cualquier ciudad, siempre están ahí para seguir al equipo naranjero.

### Lima Rayada
Lima Rayada, organización creada para el apoyo al Club Union Huaral, formado por gente que sigue y alienta siempre al historico club del Pelicano, con apoyo de los hinchas de Lima principalmente

## Datos del club
- Fundación: 20 de septiembre de 1947
- Puesto histórico: 12.º
- Temporadas en Primera División: 24 (1974-1991, 1993, 1995, 2003-2006).
- Temporadas en Segunda División: 20 (1992, 1994, 1996-2002, 2007, 2014-2023).
- Temporadas en Tercera División: 1 (Liga 3 2025 (Perú))
- Temporadas en Copa Perú 7 (2008-2013)
- Mayor goleada conseguida:
  - En campeonatos nacionales: Unión Huaral 11:0 Serrato Pacasmayo (28 de octubre de 2018)
  - En campeonatos internacionales: Unión Huaral 2:1  Estudiantes de Mérida (20 de mayo de 1977)
- Mayor goleada recibida:
  - En campeonatos nacionales: Alfredo Salinas 8:1 Unión Huaral (7 de octubre de 2016), Cienciano 8:1 Unión Huaral (29 de octubre de 2017).
  - En campeonatos internacionales:  Montevideo Wanderers 4:0 Unión Huaral (14 de marzo de 1975).
- Máximo Ídolo:  Pedro Ruiz La Rosa.
- Jugador extranjero con más presencias:  Jorge Rivera con 105 partidos entre 2004 y 2006.
- Mejor puesto en Primera: 1.º (1976, 1989).
- Peor puesto en Primera: 15.º (1981, 1993, 1995).
- Mejor puesto en Segunda: 1.º (1992, 1994, 2002).
- Peor puesto en Segunda: 12.º (2016).

### Participaciones internacionales
| Torneo                           | Ediciones         |
| -------------------------------- | ----------------- |
| Copa Libertadores de América (3) | 1975, 1977, 1990. |

### Por competición
| Torneo                       | Temp. | PJ | PG | PE | PP | GF | GC | Dif. | Pts. | Mejor desempeño  |
| ---------------------------- | ----- | -- | -- | -- | -- | -- | -- | ---- | ---- | ---------------- |
| Copa Libertadores de América | 3     | 20 | 4  | 8  | 8  | 18 | 34 | -16  | 16   | Octavos de final |
| Total                        | 3     | 20 | 4  | 8  | 8  | 18 | 34 | -16  | 16   | —                |

## Jugadores

### Botines de oro
| Año  | Torneo                     | Goleador        | Goles |
| ---- | -------------------------- | --------------- | ----- |
| 1976 | Campeonato Descentralizado | Alejandro Luces | 17    |
| 2017 | Segunda División           | Carlos López    | 24    |
| 2020 | Segunda División           | Carlos López    | 7     |

## Entrenadores

### Cronología
Los entrenadores interinos aparecen en cursiva.
- Moisés Barack (1974); Subcampeón Nacional 1974
- Diego Agurto (1975)
- Luis Pau (1976)
- Moisés Barack (1976-1977); Campeón Nacional 1976
- Ramón Guiñazu (1978)
- Diego Agurto (1979)
- Moisés Barack (1980)
- Luis Pau (1981-1982)
- Orlando de la Torre (1983)
- Walter Milera (1983)
- Teodoro Wuchi (1984)
- José Ramos Delgado (1984)
- Héctor Chumpitaz (1985)
- Miguel Company (1986)
- Luis Pau (1986-1988)
- Pedro Cruz (1989)
- Simo Vilic (1989-1990); Campeón Nacional 1990
- Víctor Zegarra (1990)
- Luis Pau (1991)
- Slobodan Cvzevic (1991)
- César Cubilla (1991)
- Rufino Bernales (1992); Campeón Segunda División del Perú 1992
- Walter Milera (1993)
- Javier Arce (1993)
- Luis Pau (1993)
- Alberto Gallardo (1994); Campeón Segunda División del Perú 1994
- Roberto Abruzezze (1995)
- Roberto Mosquera (1995)
- Hugo Valdivia (1996)
- José Fernández (1996)
- Domingo Farfán (1996)
- Teodoro Wuchi (1997)
- Domingo Farfán (1997)
- Daniel Ruiz (1997)
- Juan Vidales (1997)
- Alejandro Luces (1998-1999)
- Miguel Ángel Guzmán (1999)
- Jorge Cordero (1999)
- Manuel Miyagusuku (1999)
- Wilmar Valencia (2000)
- Teodoro Wuchi (2001)
- Ernesto Aguirre (2001)
- Pedro Paredes (2001)
- Daniel Ruiz (2001-2002)
- Pedro Ruiz La Rosa (2002-2003); Campeón Segunda División del Perú 2002
- Franco Navarro (2004)
- Rafael Castillo (2004-2005)
- César Carlos Gonzales Hurtado (2005)
- Roberto Arrelucea (2005-2006)
- Tito Chumpitaz (2006)
- Ricardo Salvador Estradé (2007)
- Teodoro Wuchi (2007-2008)
- Mario Chirino (2008)
- Francisco Melgar (2009)
- Francisco Varela (2010)
- Medardo Arce (2011)
- Octavio Vidales (2011)
- Ernesto Aguirre (2012)
- Guillermo Esteves (2013-2014)
- Marco Salinas (2014)
- Edgardo Cuello (2014)
- Willy Laya (2014-2015)
- Edwin Pérez (2015-2016)
- Pedro Ruiz La Rosa (2016)
- Marco Ipinze (2016)
- Javier Arce (2016)
- Gerardo Gutiérrez (2017)
- Francesco Manassero (2017)
- Duilio Cisneros (2017)
- Francisco Melgar (2018)
- Jorge Espejo (2019)
- Duilio Cisneros (2020-2021)
- Paul Cominges (2021)
- Francisco Melgar (2022)
- Luis Redher (2022)
- Adrián Taffarel (2023)
- Luis Redher (2023)
- Pablo Olguín (2023)
- Paulo Redher (2023)
- Javier Arce (2023-2023.)
- Alberto "Beto" Valiente (2024-Act.)

Muchos entrenadores han pasado por el Unión Huaral a lo largo de sus 77 años de fundación como club deportivo, pero solo algunos de ellos dejaron huella debido a los logros y títulos que consiguieron.

### Entrenadores destacados
- Moisés Barack: Campeón Nacional 1976 y Subcampeón Nacional 1974.
- Simo Vilic: Campeón Nacional 1989.
- Pedro Ruiz: Campeón de la Segunda División 2002.
- Alberto Gallardo: Campeón de la Segunda División 1994.
- Rufino Bernales: Campeón de la Segunda División 1992.
- Pedro Cruz: Campeón Regional I - Descentralizado 1989.
- Luis Pau: Subcampeón Liguilla Regional - Descentralizado 1987.

## Planteles Históricos

#### Campeonato Nacional 1989
| Alineación probable: - Eusebio Farfan - Félix Puntriano - Carlos Caceda - Pedro Paredes - Guillermo Ferrari - Enrique León - José Muñoz - Jorge Cordero - Humberto Rey Muñoz - Domingo Farfan - Ernesto Aguirre - DT: Simo Vilic |  | Herrera Puntriano Ruiz Paredes Doy León Silva Elguera Rey Muñoz Reyna Blas |
| |  |                                                                            |
| Herrera Puntriano Ruiz Paredes Doy León Silva Elguera Rey Muñoz Reyna Blas |  |                                                                            |

Plantel Campeón completo:
Arqueros:Eusebio Farfán, Darío Herrera Martínez,Angel Cornejo.Defensas: Pedro Paredes, Félix Puntriano, Carlos Cáceda Reyes, Guillermo Ferrari, Frank Ruiz, Enrique "Kike" León,Cesar Doy,Hilario Bernaola,Sergio Silva,José Quincho. Mediocampistas: Jorge Cordero, José Muñoz, Juan Carlos Cabanillas, Manuel Ganoza,Jesus Falcon Rosello, Miguel Elguera. Delanteros: Alfonso "Cococho" Reyna,Ernesto Aguirre, Domingo Farfán, Humberto Rey Muñoz,German Garangay,Cesar Blas.

## Palmarés

### Torneos nacionales
| Competición nacional                            | Títulos           | Subcampeonatos |
| ----------------------------------------------- | ----------------- | -------------- |
| Primera División del Perú (2/1)                 | 1976, 1989.       | 1974.          |
| Segunda División del Perú (3/0)                 | 1992, 1994, 2002. |                |
| Copa Perú (0/1)                                 |                   | 2013.          |
| Torneo Clausura Segunda División del Perú (1/0) | 2021.             |                |
| Campeonato Regional del Perú (1/1)              | 1989-II.          | 1987.          |

### Torneos regionales
| Competición regional                       | Títulos                             | Subcampeonatos |
| ------------------------------------------ | ----------------------------------- | -------------- |
| Torneo Regional - Zona Metropolitana (1/1) | 1988.                               | 1987           |
| Etapa Regional - Región IV (1/0)           | 2013.                               |                |
| Liga Departamental de Lima (1/1)           | 1973.                               | 2013.          |
| Liga Provincial de Huaral (3/1)            | 2009, 2011, 2012.                   | 2013.          |
| Liga Distrital de Huaral (6/0)             | 1972, 1973, 2009, 2011, 2012, 2013. |                |

## Filiales

### Sport Unión Huaral B
El club Sport Unión Huaral B , es el primer equipo filial de la institución. Fundado en el 2011. El club participó en la Segunda División de Huaral hasta el 2013, donde ascendió a la primera distrital. El mismo año, equipo principal fue promovido a la Segunda Profesional (donde permaneces hasta la actualidad). Por ende, los jugadores jóvenes del club y de sus canteras del Unión Huaral, se ponen a prueba en la ligas distritales y demás etapas de la Copa Perú.

### Sport Unión Huaral C
El, Sport Unión Huaral C, se funda alrededor del 2013. Es el segundo equipo filial de la institución. Hasta a la fecha, viene participando en la Segunda División de Huaral. Sin embargo, el equipo continúa trabajando en la preparación y formación de jugadores. Para aportar al equipo B y al cuadro histórico.